# Harry Piel
Pour les articles homonymes, voir Piel.
Harry Piel (né le 12 juillet 1892 à Benrath et mort le 27 mars 1963  à Munich) fut un acteur, scénariste, réalisateur et producteur allemand prolifique : il fut impliqué dans plus de 150 films. Il connut de grands succès avec des films comme Mann Gegen Mann (1928), Achtung! - Auto-Diebe! (1930) and Artisten (1935).

## Biographie
Comme acteur et réalisateur, il se spécialisa très tôt dans des films d'aventures. Il incarna à plusieurs reprises le détective Joe Deebs qui fut célèbre en Allemagne dans les années 1910 et 1920.
En 1933, il rejoignit le parti nazi et devint même un membre de la SS. Parallèlement à ses activités politiques, il poursuivit son travail d'acteur et de réalisateur pour la UFA.
Après la Guerre et une période de dénazification, il continua à travailler pour le cinéma en Allemagne de l'Ouest.

## Filmographie partielle
- 1913 : Die Millionenmine - 1. Teil
- 1913 : Die Millionenmine - 2. Teil
- 1924 : L'Homme sans nerfs (Der Mann ohne Nervenen) coréalisation avec Gérard Bourgois
- 1927 : Son plus grand bluff (Sein größter Bluff) coréalisé avec Henrik Galeen
- 1927 : Rätsel einer Nacht
- 1928 : Mann Gegen Mann
- 1930 : Achtung! - Auto-Diebe!
- 1930 : Lui et moi
- 1931 : L'Auberge du père Jonas
- 1931 : Ombres des bas fonds (de) (Schatten der Unterwelt)
- 1932 : Johnny vole l'Europe (de) (Jonny stiehlt Europa)
- 1932 : Le vaisseau sans port (Das Schiff ohne Hafen), réalisateur et acteur[1]
- 1935 : Artisten
- 1953 : Gesprengte Gitter